# Zveza komunistov Jugoslavije
Zveza komunistov Jugoslavije (kratica ZKJ; srbohrvaško Savez komunista Jugoslavije - SKJ/Савез комуниста Југославије - CKJ; makedonsko Сојуз на комунистите на Југославија - СКЈ) je bila vodilna (monopolna) "družbenopolitična" organizacija, ki je nastala novembra 1952 s preimenovanjem dotedanje Komunistične partije Jugoslavije. Ta je bila v Kraljevini Jugoslaviji ustanovljena leta 1919 in je med drugo svetovno vojno prevzela vodilno politično vlogo, po vojni pa oblast v Jugoslaviji.
Že takrat so nastale razlike/nesoglasja med KPJ in sovjetsko KP; prelom se je zgodil z Informbirojevo odločitvijo oz. izključitvijo KPJ. leta 1948. Z razpadom Socialistična federativna republika Jugoslavija je propadla tudi Zveza komunistov Jugoslavije.

## Zgodovina

### Zgodovina od 1945 do 1991
Po drugi svetovni vojni je bila KPJ formalno razdeljena na Komunistično partijo Slovenije, Komunistično partijo Hrvaške (obe formalno ustanovljeni že pred 2. svetovno vojno), Komunistično partijo Makedonije (ustanovljena 1943), Komunistično partijo Srbije (1945), Komunistično partijo Bosne in Hercegovine (1948) in Komunistično partijo Črne Gore (1949), ki so bile ustanovljene po federalnih enotah oz. republikah, čeprav je KPJ/ZKJ še dolgo časa ostala centralizirana in centralno upravljana. Komunisti so prevzeli oblast, uvedli diktaturo in dejansko onemogočili delovanje vseh drugih političnih strank po boljševiškem vzorcu. Neposredno po vojni je bil njen predstavnik pri VKP(b) v Moskvi Boris Ziherl, leta 1946 pa je bil iz Slovenije pritegnjen v najožje jugoslovansko državno-partijsko vodstvo Boris Kidrič. Leta 1947 je bila KPJ med pobudniki ustanovitve Informacijskega biroja komunističnih in delavskih partij, ki naj bi nadomestil med vojno razpuščeno Kominterno in tudi sedež Informbiroja je bil sprva temu primerno v Beogradu. Po sporu s Sovjetsko zvezo, ki je javno izbruhnil leta 1948 (iz vodstva so bili takrat odstranjeni Hrvat Andrija Hebrang, ki je bil sicer kot voditelj KPH zamenjan 1944, iz ožjega vodstva pa je izpadel že 1946), ki je bil kot najnevarnejši Titov konkurent ubit ter dva vplivna Srba, finančni minister Sreten Žujović in Blagoje Nešković, voditelj LR Srbije, ki je bil še nekaj mesecev pred odstavitvijo izvoljen v politbiro), se je po začetnem zaostrovanju politike v smislu dokazovanja "pravovernosti" postopoma preusmerila k iskanju izvirnih načinov "graditve socializma", to je "delavskega samoupravljanja". Stranka (dotlej tudi uradno "partija") se je leta 1952 na svojem 6. kongresu v Zagrebu preimenovala v Zvezo komunistov Jugoslavije, namesto vodilnega organa, politbiroja, pa je bil 1952 uveden izvršni komite CK in še ožje telo, sekretariat CK s 6 člani; v njem so bili poleg Tita še E. Kardelj, A. Ranković, M. Đilas, B. Kidrič in general Ivan Gošnjak, po smrti Kidriča 1953 in odstavitvi Đilasa pa tudi Svetozar Vukmanović. V vodstvu sta poleg njih ostala dva "zgodovinska" voditelja, Moša Pijade in Franc Leskošek, pa tudi njun "vrstnik", sindikalist Đuro Salaj. V začetku 1954 so na 4. plenumu CK zaradi preveč "svobodnjaških" oz. "socialdemokratsko-anarhističnih" stališč odstranili enega ključnih voditeljev ZKJ, Črnogorca Milovana Đilasa. Voditelji republiških "partij" (do 1953 obenem tudi republiških vlad, po tem letu pa skupščin) so bili praviloma tudi člani IK CK ZKJ in sicer v Srbiji Petar Stambolić (za njim-1957 Jovan Veselinov), na Hrvaškem Vladimir Bakarić, v BiH Đuro Pucar-Stari, Sloveniji Miha Marinko, v Makedoniji Lazar Koliševski in v Črni Gori Blažo Jovanović. Ta vodilna garnitura je vladala približno do sredine 60. let, ko se je začelo postopno institucionalno ločevanje vodstvenih (izvršilnih) "partijskih" od državnih funkcij. To obdobje so poleg Tita aktivno-politično preživeli le Kardelj, Bakarić, Stambolić in Koliševski; ti so bili namreč 1974 vključeni Predsedstvo Jugoslavije, ki je imelo po novem le 9 članov. 
Po normalizaciji odnosov z "vzhodnim" blokom socialističnih držav, ki se je zapečatila z Moskovsko deklaracijo (1956), je ZKJ sodelovala tudi na posvetovanju komunističnih in delavskih partij v Moskvi leta 1957, nato pa na 7. kongresu (1958) v Ljubljani sprejela nov, za tiste čase napreden program, ki so ga kot "revizionističnega" napadli v drugih socialističnih državah na čelu s Sovjetsko zvezo oz. KPSZ. Leta 1964 so bili poleg Tita (ki je /takrat ali1966?/ postal predsednik ZKJ) za sekretarje izvoljeni Ranković (takrat tudi podpredsednik republike), Kardelj (takrat predsednik zvezne skupščine) in na novo še Veljko Vlahović. Po padcu drugega človeka režima, Aleksandra Rankovića (ki je bil poleg nadzora nad tajnimi službami zadolžen tudi za organizacijske zadeve partije) na Brionskem plenumu leta 1966, se je začela institucionalna reforma ZKJ, začenši z ustanovitvijo 35-članskega predsedstva CK (od Slovencev so prišli vanj poleg Kardelja in Marinka še Boris Kraigher, ki je umrl že čez dobra 2 meseca, Ivan Maček in Lidija Šentjurc) in reorganiziranega IK, katerega sekretar je v letih 1966-69 postal Mijalko Todorović) in večjo avtonomijo republiških "partij", ki so imele 1968/69 kongrese prvič pred jugoslovanskim in sicer začenši s slovenskim decembra 1968. Na 9. kongresu ZKJ leta 1969, ko se je uveljavilo tudi načelo nacionalne paritete v sestavi osrednjih organov ZK, sta bila namesto CK (ponovno je bil uveden 1974), ustanovljena 52-člansko Predsedstvo ZKJ in Konferenca ZKJ s stalnimi in nestalnimi člani, ki naj bi zasedala večkrat med kongresi. V letih 1971/72 je bila spet izvedena "čistka" zaradi "nacionalističnih" in/ali "liberalističnih" tendenc, zlasti med vodstvi Hrvaške (Mika Tripalo, Savka Dabčević-Kučar), Srbije (Marko Nikezić, Latinka Perović, Koča Popović), Makedonije (Krste Crvenkovski) in Slovenije (Stane Kavčič). V tem času je prevzel glavno izvršilno funkcijo sekretarja IK predsedstva (oz. kasneje /IK/ CK) ZKJ Slovenec Stane Dolanc (1972-79). Leta 1974 so na 10. kongresu proglasili Tita za predsednika ZKJ brez omejitve mandata. Po letu 1978 se je uveljavilo načelo enoletne rotacije na vrhu predsesdstva CK, ki je delovalo kot kolektivno, paritetno sestavljeno vodstvo ZKJ. Edini Slovenec, ki je kot predsednik predsedstva CK - eno leto - formalno vodil ZKJ, je bil Mitja Ribičič (1982/83), v tej funkciji takrat tudi 9. (dodatni) član Predsedstva SFRJ. 
Vzporedno z razpadom Socialistične federativne republike Jugoslavije je začenši s 14. izrednim kongresom ZKJ marca 1990, s katerega sta zaradi preglasovanja večine delegatov pod taktirko srbskega voditelja Slobodana Miloševića, odšla delegacija ZK Slovenije, ki jo je vodil že decembra 1989 izvoljeni predsednik ZKS-SDP Ciril Ribičič, skupaj z njo pa še ZK Hrvaške pod vodstvom novoizvoljenega predsednika Ivice Račana, kmalu nato razpadla tudi Zveza komunistov Jugoslavije kot politična organizacija, nasledile pa so jo različne, iz nje izšle stranke po nekdanjih republikah, ki so takrat začele z osamosvajanjem.

## Organizacija
- Predsednik Predsedstva Zveze komunistov Jugoslavije
- Centralni komite Zveze komunistov Jugoslavije (Centralni komite Komunistične partije Jugoslavije)
- Zveza komunistov Bosne in Hercegovine
- Zveza komunistov Črne gore
- Zveza komunistov Hrvaške
- Zveza komunistov Makedonije
- Zveza komunistov Slovenije
- Zveza komunistov Srbije
  - Zveza komunistov Vojvodine
  - Zveza komunistov Kosova
- Organizacija zveze komunistov Jugoslavije v JLA